# 謙卑者派
謙卑者派（Humiliati）起源於十二世紀的義大利，宗教組織均由男性為主。它在1571年被一封羅馬教皇的詔書所鎮壓，但其女性組織卻一直持續到20世紀。

## 起源

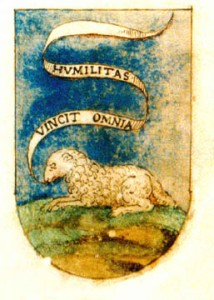
謙卑者派 於外套手臂的標誌

根據一些編年史顯示，在倫巴地有一群貴族於皇帝亨利五世（1081-1125）時叛變，因而被擄至德國。過著流亡、痛苦的日子。
因此他們突發奇想，製作了一件灰色的外衣，象徵他們的懺悔，並在衣服上有一個標記，承諾他們會過著禁慾與慈善的生活。
皇帝接受了他們的承諾與懊悔，再次允許他們回到巴倫地。
在當時，他們常被稱為"貝雷蒂尼"因為他們總是帶著一頂貝雷帽。他們與德國的羊毛製造商熟識，引進了他們的製作方法至義大利，並加以改良。使得這個行業被大力推行提供了很多窮人的就業機會及獲取收入的機會。
回到了自己的祖國，這群"謙卑者"和伯爾納鐸聯繫，透過他的幫助與協商，在1134年，使得這群謙卑者們的妻子得以到米蘭的一間修道院生活。
當時"謙卑者派"並沒有自己的組織架構，純粹只是因為他們的服裝與手臂上的勳章，而被當時的人民這樣稱呼。
1200年左右，在拉昂的尤西比烏斯（Chronicon）作品中匿名作者描述：
當時在倫巴第城鎮有一群人與家人住在一起過著一種特殊的宗教生活形式，避免自己違反了自己的誓言與承諾，並穿著完全樸素的衣服，並主張天主教信仰。
他們懇求教皇接納他們，好讓他們有正確的生活方式，避免走偏。而教皇也願意接納他們，只要他們做事都體面和謙卑，並且不會舉行私人會議或公開傳教。
一旦他們不聽從使徒的命令，就會將他們遭遇逐出教會。他們稱呼自己為"謙卑者"，因為他們並沒有使用彩色布為服裝，僅限自己穿著樸素的服裝。
這個群體迅速蔓延開來，並產生了兩個新的支派，一個支派是由婦女所組成的；另一個是由修道士所組成的。
當修道士這個群體一組成，他們的地位就大大的躍過其他的群體，並在托缽僧，例如道明會和方濟會中，被稱呼為第一級的群體。
在修道主義盛行的中世紀，謙卑者派的懺悔行為及組織架構是很成功的，連方濟會也自愧不如。
慢慢的這些灰衣僧(謙卑者派)取代了白衣僧(方濟會)。

## 合併
幾年後，在美達的聖約翰（D 1159）建議下，他們接受了聖本篤的規則，照著他們可以接受的範圍內。但有關這項改革的細節發生了一些問題，這項加入聖本篤的認證與資格在當代並沒有被認可。
而“拉昂佳能匿名紀事”（Chronicon anonymi Laudunensis Canonici，古蹟遺址史館，Scriptores，二十六，449），指出，在1178一群從倫巴來到羅馬的群體獲得生命，他們自發地選擇遵循有規條的教宗，並希望得到教宗的批准;同時繼續住在自己的房子在家庭之中，他們希望過上更加虔誠的存在，放棄起誓與訴訟，安於低調的服裝和生活在虔誠的精神。教皇批准了他們的決心，讓他們繼續住在自己的家過謙卑與純潔的生活，但禁止他們舉行集會，宣揚公開;編年史補充說，他們不服從，因而被逐出教會。報告的另一個細節是，他們收到了教皇的讚許，從教皇伊諾森三世約 1201，和後來的教皇。
教皇英諾森三世另外制定一些規則，給予這些外來的旁枝，稱呼他們為“第三階”類似於古拉德方濟會的補贖運動。